# Danse ta vie (album)
Pour les articles homonymes, voir Danse ta vie.
Albums de Sylvie Vartan
De choses et d'autres
(1982) Des heures de désir
(1984)
Danse ta vie est le 25e album (et une chanson) de Sylvie Vartan sorti en 1983 en LP 33 tours, et en K7 audio.

## Liste des titres
1. Danse ta vie, adaptation française de What a Feeling d'Irene Cara[1].
2. Tout finit par le soleil
3. La première fois qu'on s'aimera (en duo avec Michel Sardou)
4. Comme le lierre avec lui
5. Déprime, adaptation française de Sweet Dreams (Are Made of This) d'Eurythmics[2].
6. Lucie
7. Disparue
8. Novembre à La Rochelle
9. Comme une goutte d'eau
10. Ta vie de chien
11. Les Balkans et la Provence (en duo avec Michel Sardou)